# Charles Novi
Charles Martin Novi (* 30. Juni 1887 in Mailand; † April 1966 in Mexiko-Stadt, Mexiko) war ein aus Italien stammender US-amerikanischer Artdirector und Szenenbildner, der ein Mal für den Oscar für das beste Szenenbild nominiert war.

## Leben
Der aus Italien stammende Novi begann seine Laufbahn als Artdirector und Szenenbildner in der Filmwirtschaft Hollywoods 1936 bei dem von Archie Mayo inszenierten Filmdrama Give Me Your Heart mit Kay Francis, George Brent und Roland Young in den Hauptrollen. Er arbeitete bis 1944 an szenischen Ausstattung von rund sechzig Filmen mit, von denen zahlreiche Kurzfilme war.
Bei der Oscarverleihung 1945 war Novi zusammen mit Jack McConaghy für den Oscar für das beste Szenenbild in einem Farbfilm nominiert, und zwar für Liebeslied der Wüste, ein unter der Regie von Robert Florey entstandener Musicalfilm mit Dennis Morgan, Irene Manning und Bruce Cabot.

## Filmografie (Auswahl)
- 1938: Schule des Verbrechens (Crime School)
- 1938: Swingtime in the Movies (Kurzfilm)
- 1938: Comet Over Broadway
- 1943: Liebeslied der Wüste (The Desert Song)
- 1941: The Gay Parisian (Kurzfilm)
- 1944: Haben und Nichthaben (To Have and Have Not)